# Clopas d'Emmaús
|  | Per a altres significats, vegeu «Clopas». |

Clopas d'Emmaús (arameu: חלפי, חילפאי)  (segle I dC) Cleofàs (Κλεόπας) és un seguidor de Jesús, pertanyent al grup anomenat dels Setanta deixebles. Es va trobar amb Jesús ressuscitat a la carretera d'Emmaús segons Lluc 24:13-27, mentre caminava amb un company discutint justament sobre la seva mort. No el va reconèixer de seguida, però, sinó en trencar el pa, el mateix gest que apareix a la Santa Cena. Llavors Jesús desapareix i Clopas i el seu amic corren a parlar amb altres cristians, comprovant que no són els únics en haver-lo vist.
Κλωπᾶς, Clopas, i la variant Κλεόπας (Kleopas) són abreviacions del nom grec Κλεόπατρος (Kleópatros, "glòria del pare"). El nom s'ha presentat amb grafies diverses: קלאופןס (Qleofòs); קלבוס (Qlebòs); קלופו (Qlofò); קלופא (Qlofà);[2] Κ[λέο]πος (Klèopos); Κλεόβιος (Kleòbios); Κλωπᾶ (Klopà); àrab ﻗﻠﻴﻮﻓﺎ (Qliofaא).
El Nou Testament no permet aclarir si el Clopas d'Emmaús es pot identificar amb el Clopas marit de Maria, potser germà de Josep de Natzaret. Sovint es considera que es tracta de persones diferents.